# Falk Hoffmann
Falk Hoffmann (Chemnitz, 29 agosto 1952) è un tuffatore tedesco orientale.
Ha vinto la medaglia d'oro ai Giochi olimpici di Mosca 1980 tuffandosi dalla piattaforma 10 metri.

## Collegamenti esterni

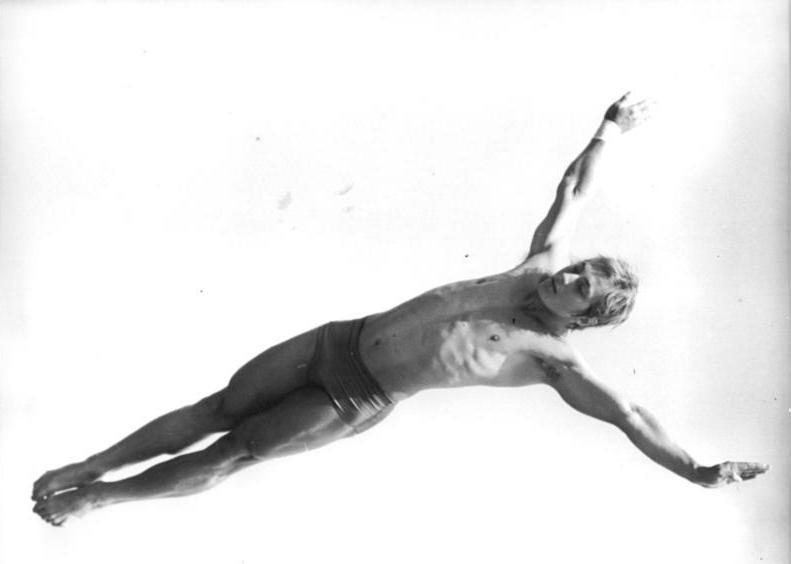
Falk Hoffmann in fase di volo.